# Драгунск
Драгунск (бел. Драгунск) — деревня в Рогачёвском районе Гомельской области Белоруссии. В составе Журавичского сельсовета.

## География

### Расположение
В 46 км на северо-восток от районного центра и железнодорожной станции Рогачёв (на линии Могилёв — Жлобин), 107 км от Гомеля.

### Гидрография
На востоке мелиоративный канал.

## Транспортная сеть
Транспортные связи по просёлочной, затем автомобильной дороге Довск — Славгород). Планировка состоит из длинной, плавно изогнутой меридиональной улицы, застроенной двусторонне деревянными усадьбами.

## История
По письменным источникам известна с 1740 года как деревня в Новобыховском графстве владения рода Сапег, позднее — в Рогачёвском уезде Могилёвской губернии. В 1900 году построено здание и начала работать школа. В 1931 году организован колхоз. 2 жителя погибли в советско-финскую войну. Во время Великой Отечественной войны в ноябре 1943 года оккупанты сожгли 52 двора. Освобождена 25 ноября 1943 года. 83 жителя погибли на фронте.  
29 июня 1957 года населённые пункты Драгунск, Михаловка, Блюев и Прилеповка – из состава Великозимницкого сельского Совета Быховского района Могилёвской области перечислены в состав Журавичского сельского Совета Рогачёвского района Гомельской области.
Согласно переписи 1959 года в составе колхоза «12 лет Октября» (центр — деревня Журавичи). Располагались 9-летняя школа, библиотека, фельдшерско-акушерский пункт, отделение связи.

## Население

### Численность
- 2004 год — 79 хозяйств, 184 жителя.

### Динамика
- 1896 год — 121 двор.
- 1940 год — 161 двор, 575 жителей.
- 1959 год — 671 житель (согласно переписи).
- 2004 год — 79 хозяйств, 184 жителя.